# Ur svenska hjärtans djup en gång
Ur svenska hjärtans djup en gång (Z głębin szwedzkich serc), Kungssången (Królewski Hymn) – królewski hymn Szwecji. Słowa do niego napisał Carl Vilhelm August Strandberg, a muzykę skomponował Otto Lindblad. Utwór ten zastąpił poprzedni – „Bevare Gud vår kung”, który był śpiewany na melodię angielskiego hymnu God Save the King. Pierwsze wykonanie miało miejsce w Lund 5 grudnia 1844 roku podczas przyjęcia wydanego na uniwersytecie, połączonego z koronacją króla Oskara I Bernadotte. Oficjalnym hymnem pieśń stała się w 1893 roku.

## Tekst utworu
1. Ur svenska hjärtans djup en gång

en samfälld och en enkel sång,

som går till kungen fram!

Var honom trofast och hans ätt,

gör kronan på hans hjässa lätt,

och all din tro till honom sätt,

du folk av frejdad stam!

2. O konung, folkets majestät

är även ditt: beskärma det

och värna det från fall!

Stå oss all världens härar mot,

vi blinka ej för deras hot:

vi lägga dem inför din fot -

en kunglig fotapall.

3. Men stundar ock vårt fall en dag,

från dina skuldror purpurn tag,

lyft av dig kronans tvång

och drag de kära färger på,

det gamla gula och det blå,

och med ett svärd i handen gå

till kamp och undergång!

4. Och grip vår sista fana du

och dristeliga för ännu

i döden dina män!

Ditt trogna folk med hjältemod

skall sömma av sitt bästa blod

en kunglig purpur varm och god,

och svepa dig i den.

5. Du himlens Herre, med oss var,

som förr du med oss varit har,

och liva på vår strand

det gamla lynnets art igen

hos sveakungen och hans män.

Och låt din ande vila än

utöver nordanland! 